# Queima das Fitas
De Queima das Fitas (Portugees voor "Verbranding van de vaandels"), vaak afgekort tot Queima, is een traditionele festiviteit van een aantal Portugese universiteiten. De Queima das Fitas werd voor het eerst georganiseerd door de studenten van de Universiteit van Coimbra, de oudste en tevens eeuwenlang de enige universiteit van Portugal.

## Queima das Fitas in Coimbra

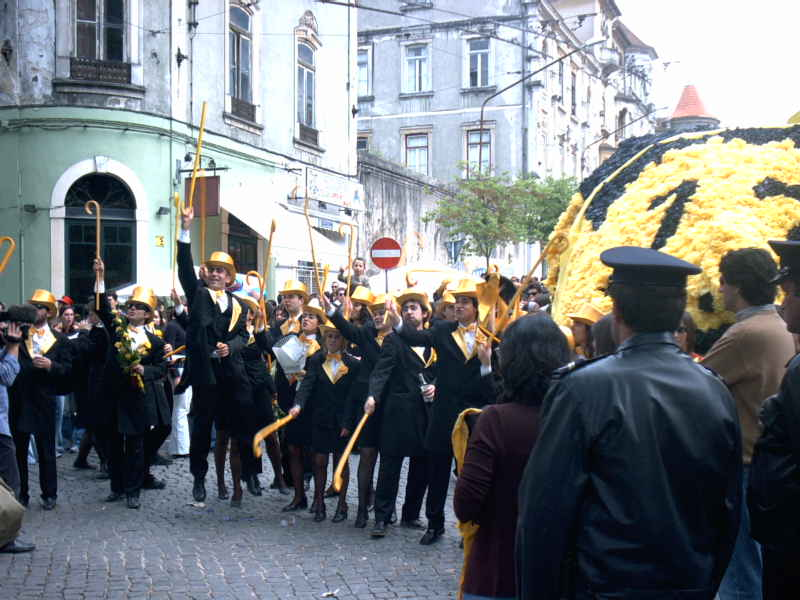
De "Cortejo" van de Queima, waarbij ouderejaars praalwagens maken en ermee door de stad rijden; in dit geval studenten van de geneeskundefaculteit (geel).

De Queima das Fitas van Coimbra, de oudste en bekendste, wordt georganiseerd door een studentencommissie die wordt gevormd door leden van de studentenvereniging Assosiação Académica de Coimbra. Tijdens de Queima wordt het einde van het academische jaar gevierd en daarbij worden de vaandels van de faculteiten van de Universiteit van Coimbra (UC) verbrand. Er zijn acht verschillende kleuren vaandels, een voor elke van de acht faculteiten van de UC: Letteren (donkerblauw), Recht (rood), Geneeskunde (geel), Wetenschap & Technologie (lichtblauw), Farmacie (paars), Economie (rood & wit), Psychologie & Pedagogiek (oranje) en Sportwetenschap & Lichamelijke Opvoeding (bruin & parelmoer). De Queima begint op de eerste vrijdag van mei om middernacht met de zogenaamde "Serenata" (letterlijk "serenade", die plaatsvindt op de trappen van de Sé Velha, de oude kathedraal. Een kleine groep mannelijke afstuderende studenten zingt dan fado ter afscheid van de universiteit. De Serenata wordt elk jaar bijgewoond door duizenden toeschouwers die zich verzamelen op het plein van de kathedraal. De Queima duurt acht dagen, één dag voor elke faculteit.
Het hoogtepunt van de Queima is de zogenaamde "Cortejo" (letterlijk "optocht"), de parade waarbij de ouderejaars praalwagens maken en ermee vanaf de Alta, de top van de berg waar de universiteit op ligt, naar Baixa, het laaggelegen gedeelte van de stad, rijden. De praalwagens, elk in de kleuren van de faculteit waar ze bij horen, zijn versierd met verwijzingen naar de universiteit, docenten, het onderwijssysteem en nationale gebeurtenissen en leiders. Gedurende de hele Queima dragen veel studenten hun traditionele kleding (te zien op de foto).
Vandaag de dag wordt de Queima grotendeels gesponsord door de grote bierbrouwers van Portugal, Super Bock en Sagres. Hierdoor wordt de Queima niet meer alleen bezocht door studenten van de universiteit, maar ook door andere Portugese jongeren en zelfs door toeristen. De Queima is hierdoor meer op een festival gaan lijken en is een van de grootste studentenevenementen van Europa.

## Queima das Fitas in Porto

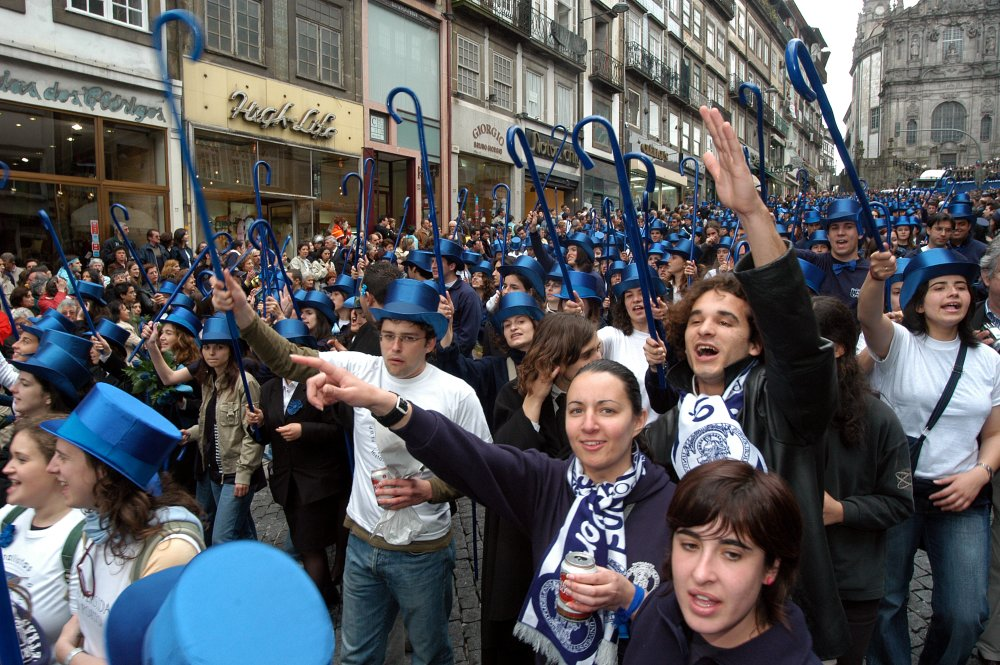
De ouderejaars van de letterenfaculteit tijdens de "Cortejo" in Porto.

De Queima van Porto wordt gehouden in de eerste week van mei, voor de eindtentamens beginnen. Net als in Coimbra, worden er in Porto ook een "Serenata" en een "Cortejo" gehouden. In Porto vinden er 's nachts concerten plaats, waar sommige studenten drank verkopen aan bezoekers om de kosten van hun tickets te bekostigen.
Bij de optocht door de stad spelen alle studenten een rol. De ouderejaars dragen een hoge hoed en een wandelstok, beide in de kleur van hun faculteit. De tweedejaars dragen hun traditionele kostuums en de eerstejaars dragen gekke outfits in de kleuren van hun faculteit. Bij wijze van ontgroening moeten ze dansen, zingen en het laatste stuk op handen en voeten kruipen.